# Юнацька збірна Хорватії з футболу (U-18)
Юнацька збірна Хорватії з футболу (U-18) — національна футбольна збірна Хорватії, що складається із гравців віком до 18 років. Керівництво командою здійснює Хорватський футбольний союз. Збірна може брати участь у товариських і регіональних змаганнях.
Формує найближчий кадровий резерв для основної юнацької збірної, команди до 19 років, яка може кваліфікуватися на Юнацький чемпіонат Європи з футболу (U-19). До зміни формату юнацьких чемпіонатів Європи у 2001 році саме команда 18-річних функціонувала як основна юнацька збірна і була учасником континентальної юнацької першості з футболу.

## Юнацькі чемпіонати Європи з футболу (U-18)
| Статистика фінальних частин | Статистика фінальних частин | Статистика фінальних частин | Статистика фінальних частин | Статистика фінальних частин | Статистика фінальних частин | Статистика фінальних частин | Статистика фінальних частин | Статистика фінальних частин |    | Статистика відборів | Статистика відборів | Статистика відборів | Статистика відборів | Статистика відборів | Статистика відборів | Статистика відборів |
| Рік                         | Раунд                       | І                           | В                           | Н                           | П                           | Г+                          | Г-                          | РГ                          | І  | В                   | Н                   | П                   | Г+                  | Г-                  | РГ                  |                     |
| 1994                        | не кваліфікувалася          | не кваліфікувалася          | не кваліфікувалася          | не кваліфікувалася          | не кваліфікувалася          | не кваліфікувалася          | не кваліфікувалася          | не кваліфікувалася          | 4  | 2                   | 1                   | 1                   | 12                  | 4                   | +8                  |                     |
| 1995                        | не кваліфікувалася          | не кваліфікувалася          | не кваліфікувалася          | не кваліфікувалася          | не кваліфікувалася          | не кваліфікувалася          | не кваліфікувалася          | не кваліфікувалася          | 2  | 0                   | 0                   | 2                   | 1                   | 9                   | −8                  |                     |
| 1996                        | не кваліфікувалася          | не кваліфікувалася          | не кваліфікувалася          | не кваліфікувалася          | не кваліфікувалася          | не кваліфікувалася          | не кваліфікувалася          | не кваліфікувалася          | 2  | 1                   | 0                   | 1                   | 3                   | 4                   | −1                  |                     |
| 1997                        | не кваліфікувалася          | не кваліфікувалася          | не кваліфікувалася          | не кваліфікувалася          | не кваліфікувалася          | не кваліфікувалася          | не кваліфікувалася          | не кваліфікувалася          | 4  | 2                   | 1                   | 1                   | 7                   | 1                   | +6                  |                     |
| 1998                        | третє місце                 | 4                           | 2                           | 1                           | 1                           | 8                           | 5                           | +3                          | 4  | 3                   | 1                   | 0                   | 14                  | 1                   | +13                 |                     |
| 1999                        | не кваліфікувалася          | не кваліфікувалася          | не кваліфікувалася          | не кваліфікувалася          | не кваліфікувалася          | не кваліфікувалася          | не кваліфікувалася          | не кваліфікувалася          | 5  | 4                   | 0                   | 1                   | 16                  | 8                   | +8                  |                     |
| 2000                        | груповий етап               | 3                           | 0                           | 0                           | 3                           | 3                           | 8                           | −5                          | 4  | 4                   | 0                   | 0                   | 10                  | 1                   | +9                  |                     |
| 2001                        | не кваліфікувалася          | не кваліфікувалася          | не кваліфікувалася          | не кваліфікувалася          | не кваліфікувалася          | не кваліфікувалася          | не кваліфікувалася          | не кваліфікувалася          | 2  | 1                   | 0                   | 1                   | 2                   | 3                   | −1                  |                     |
| Усього                      | 2/8                         | 7                           | 2                           | 1                           | 4                           | 11                          | 13                          | −2                          | 27 | 17                  | 3                   | 7                   | 65                  | 31                  | +34                 |                     |